# La Pampa (película)
La Pampa es una película de suspenso dramático coproducida internacionalmente de 2022, dirigida por Dorian Fernández-Moris y escrita por Fernández-Moris y Rogger Vergara Adrianzén. Protagonizada por Fernando Bacilio, está basada en la historia real de una mujer ubicada en la zona baja de Belén (Iquitos, Loreto), que había logrado escapar de sus traficantes de explotación sexual ilegal.

## Sinopsis
Juan, un funcionario público, huye de la justicia y de la tragedia que lo marcó de por vida. Reina, una adolescente, huye de los abusos sexuales y morales que ha sufrido desde niña en los campamentos de explotación sexual de La Pampa, un lugar controlado por las mafias mineras de oro. Unidos por el destino partirán en busca de la familia de Reina en un territorio de la Amazonía peruana sin autoridad, asolado por el crimen y la codicia.

## Reparto
Los actores que participaron en esta película son:
- Fernando Bacilio como Pedro
- Luz Pinedo como Reina
- Mayella Lloclla como Sucy
- Pamela Lloclla como Isabel
- Óscar Carrillo como don Lucho
- Alain Salinas
- Sylvia Majo
- Gonzalo Molina
- Antonieta Pari
- Zeus

## Producción

### Guion
En 2017, Dorian Fernández-Moris recibió una historia de una mujer de Iquitos que logró huir de la trata de personas en La Pampa. Después de investigar durante un año y medio, comenzaron a escribir el guion.

### Financiación
La película ganó el premio Dirección Audiovisual, Fonografía y Nuevos Medios (DAFO) que otorga el Ministerio de Cultura de Perú, donde recibió una donación de $150.000 para iniciar la producción.

### Rodaje
La película fue filmada en Pucallpa, Ucayali donde se tuvieron que recrear los decorados reales de La Pampa.

## Lanzamiento
La Pampa se estrenó inicialmente en agosto de 2022 en el 27° Festival de Cine de Lima como parte de la Competencia de Ficción. Se estrenó comercialmente el 29 de junio de 2023 en los cines peruanos.

## Recepción crítica
La Pampa ha recibido críticas mayormente positivas, destacando su valentía al abordar la problemática de la minería ilegal y la trata de personas en la Amazonía peruana.
Christiaan Lecarnaqué Linares, en El Pirata, resalta que la película expone una realidad social conocida pero a menudo ignorada. Sin embargo, critica ciertos problemas narrativos, especialmente hacia el final, y señala que el filme no profundiza en la psicología de los traficantes. A pesar de ello, destaca su valor al generar debate sobre el tema.
Por su parte, Marco Antonio Panduro, en A la Postre, elogia la naturalidad de las actuaciones, especialmente la de Fernando Bacilio y Luz Pinedo. También destaca la ambientación y la capacidad del filme para sensibilizar al público sobre la explotación humana en la región.
En plataformas de cine, La Pampa ha mantenido una recepción positiva. En IMDb, la película tiene una calificación de 7.3/10 basada en 37 votos, mientras que en FilmAffinity se destaca su producción internacional entre Perú, España y Chile.

## Reconocimientos
| Año  | Premio / Festival                                   | Categoría                                            | Recipiente                                        | Resultado | Ref    |
| ---- | --------------------------------------------------- | ---------------------------------------------------- | ------------------------------------------------- | --------- | ------ |
| 2022 | Festival de Cine de Gramado                         | Mejor película extranjera                            | La Pampa                                          | Ganadora  | [ 13 ] |
| 2022 | Festival de Cine de Gramado                         | Premio Especial del Jurado - Dirección de Arte       | Jeff Calmet                                       | Ganador   | [ 13 ] |
| 2022 | Festival Internacional de Cine Calzada de Calatrava | Mejor dirección de fotografía                        | Andrés Magallanes                                 | Ganador   | [ 14 ] |
| 2022 | Festival de Cine Cinefórum de Islantilla            | Mejor guion                                          | Dorian Fernández-Moris & Rogger Vergara Adrianzén | Ganadores | [ 14 ] |
| 2022 | Festival de Cine Cinefórum de Islantilla            | Mejor dirección de arte                              | Jeff Calmet                                       | Ganador   | [ 14 ] |
| 2022 | Festival de Cine de Trujillo                        | Mejor película de ficción                            | La Pampa                                          | Ganadora  | [ 15 ] |
| 2022 | Festival de Cine de Trujillo                        | Premio Especial del Jurado a la Mejor Interpretación | Fernando Bacilio                                  | Ganador   | [ 15 ] |
| 2022 | Festival de Cine de Huánuco                         | Mejor Película - Público                             | La Pampa                                          | Ganadora  | [ 16 ] |
| 2024 | Premios Luces                                       | Mejor película                                       | La Pampa                                          | Nominada  | [ 17 ] |
| 2024 | Premios Luces                                       | Mejor actor                                          | Fernando Bacilio                                  | Nominado  | [ 17 ] |
| 2024 | Premios Luces                                       | Mejor actriz                                         | Luz Pinedo                                        | Nominada  | [ 17 ] |